# Hasan Rashid
Abū l-Hasan Rāshid ibn Sulaymān al-Bilyānī (en árabe أبو الحسن راشد بن سليمان البلياني) fue un poeta andalusí del siglo XI. Se considera que nació en Villena (Alicante), aunque no se sabe con total seguridad. Escribió tanto prosa como poesía. Asimismo, fue secretario del emir de Murcia, Abu Abd al-Rahman Ibn Tahir, que también compuso poesía. Aunque no hay datos respecto a su fallecimiento, se presume que ocurrió en Murcia.
De su obra tenemos estos dos fragmentos, recogidos en Al-Mugrib fī ḥulā al-Magrib de Ibn Sa'īd al-Magribī:

واصلْ نواكَ فإني 
 أَغناني اللهُ عَنْكا
Sigue tu destino pues a nosotros 
 nos enriqueció Dios por ti

صَوَّرْتُ عنديَ شخصا 
 فكان آنَسَ منْكا
Imaginé conmigo a una persona 
 que fue amable contigo